# ویلا دل بوسکو
ویلا دل بوسکو (به ایتالیایی: Villa del Bosco) یک کومونه در ایتالیا است که در استان بیه‌لا واقع شده‌است. ویلا دل بوسکو ۳٫۷ کیلومتر مربع مساحت و ۳۷۹ نفر جمعیت دارد و ۲۹۳ متر بالاتر از سطح دریا واقع شده‌است.